# Barry Hickey
Barry James Hickey (ur. 16 kwietnia 1936 w Leonorze) – australijski duchowny rzymskokatolicki, w latach 1984-1991 biskup Geraldton w latach 1991-2012 arcybiskup metropolita Perth.

## Życiorys
Święcenia kapłańskie przyjął 20 grudnia 1958. Udzielił mu ich kardynał Paolo Giobbe, ówczesny internuncjusz apostolski w Holandii. Został następnie inkardynowany do archidiecezji Perth. 22 marca 1984 papież Jan Paweł II mianował go biskupem diecezjalnym Geraldton. Sakry udzielił mu 1 maja 1984 William Joseph Foley, ówczesny arcybiskup metropolita Perth. Po śmierci arcybiskupa Foleya, 23 lipca 1991 papież wskazał biskupa Hickeya jako jego następcę. Ingres do archikatedry w Perth odbył się 27 sierpnia 1991. W kwietniu 2011 osiągnął biskupi wiek emerytalny (75 lat) i zgodnie z prawem kanonicznym przesłał do Stolicy Apostolskiej swoją rezygnację, która została przyjęta 20 lutego 2012.